# Madagasoeuopsis convexicollis
Madagasoeuopsis convexicollis là một loài bọ cánh cứng trong họ Attelabidae. Loài này được Richard miêu tả khoa học năm 1958.